# Філатов Микита Васильович
Микита Васильович Філатов (рос. Никита Васильевич Филатов; 25 травня 1990, м. Москва, СРСР) — російський хокеїст, лівий нападник. Виступає за «Салават Юлаєв» (Уфа) у Континентальній хокейній лізі.
Вихованець хокейної школи ЦСКА (Москва). Виступав за ЦСКА (Москва), «Червона Армія» (Москва), «Сірак'юс Кранч» (АХЛ), «Колумбус Блю-Джекетс», «Спрингфілд Фалконс»» (АХЛ), «Оттава Сенаторс», «Бінгемтон Сенаторс» (АХЛ).
В чемпіонатах НХЛ — 53 матчі (6+8).
У складі молодіжної збірної Росії учасник чемпіонатів світу 2008, 2009 і 2010. У складі юніорської збірної Росії учасник чемпіонатів світу 2007 і 2008.
Досягнення
- Бронзовий призер молодіжного чемпіонату світу (2008, 2008)
- Переможець юніорського чемпіонату світу (2007), срібний призер (2008).